# Musée du verre de Sars-Poteries
Le Musée du verre (aussi dénommé Musée-atelier départemental du verre ou MusVerre) est situé à Sars-Poteries (Nord).

## Historique

### L'origine du verre à Sars-Poteries
Riche d'un sous-sol argileux et siliceux qui a suscité un passé potier, particulièrement au XVIIe et au XVIIIe siècle, Sars-Poteries fut durant le XIXe siècle une capitale industrielle du verre creux, avec deux verreries qui produisait de la gobeleterie entre 1802 et 1937. Au plus fort de leur activité, elles employaient plus de 800 ouvriers. Reste de cette période les « bousillés », des objets en verre réalisés par les ouvriers durant leur temps de pause et pour eux-mêmes.

### Naissance du musée du verre

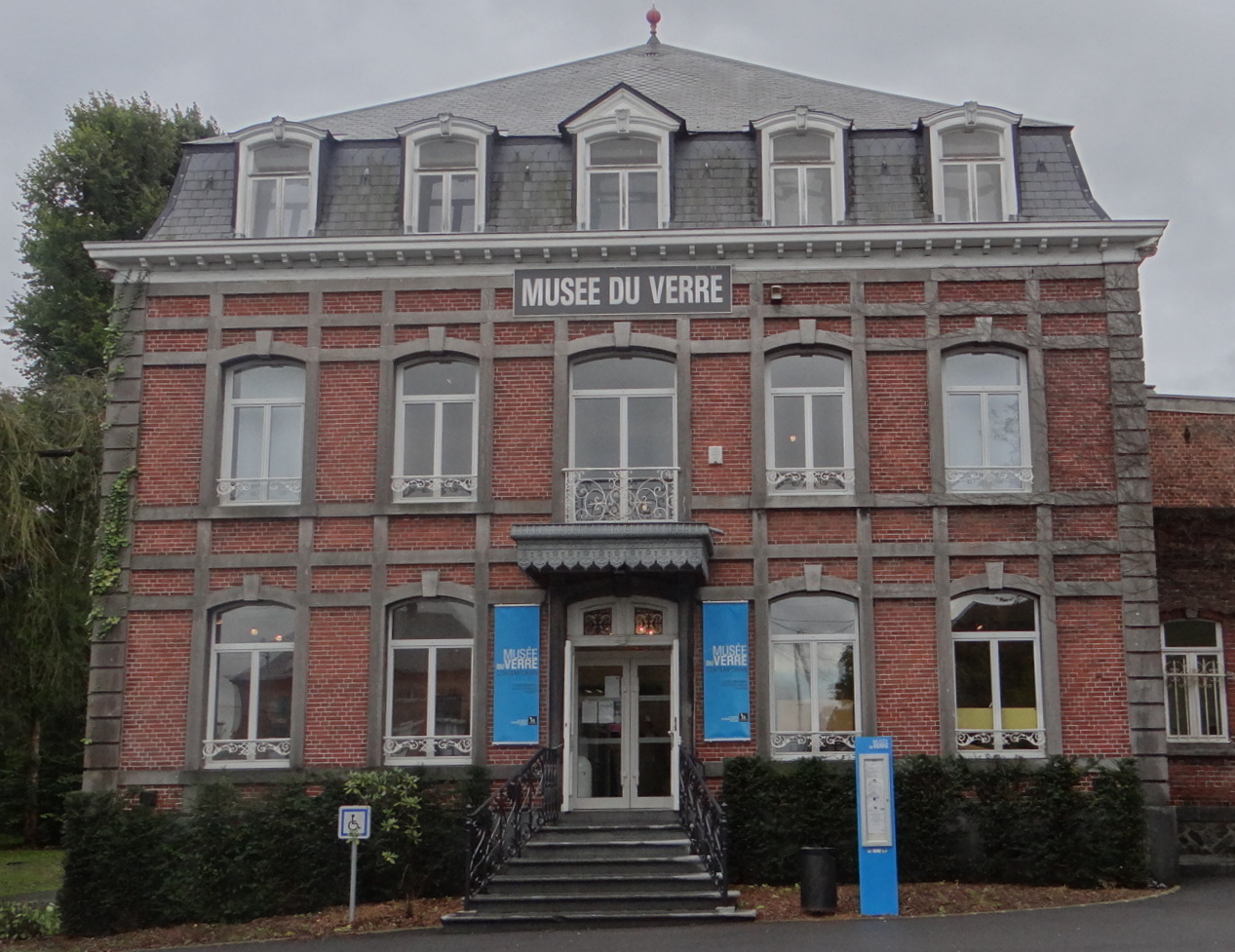
Ancien site du musée.

Installé dans l'ancienne demeure du patron des verreries, le musée voit le jour en 1967 avec une première exposition consacrée aux « bousillés » mise en place par Louis Mériaux, abbé d'Aniche puis abbé de Sars-poteries. Quinze ans plus tard, alors qu'à Paris, le Musée des arts décoratifs présente l'exposition « New Glass » du Musée du verre de Corning (État de New York), Louis Mériaux organise le premier Symposium international du verre contemporain en France (1982). Cette manifestation permet alors de confronter les réflexions d'artistes internationaux comme Howard Ben Tre (États-Unis), Ales Vasicek (Tchécoslovaquie) ou encore Josef Tomecko (Tchécoslovaquie). Les œuvres réalisées ou apportées à Sars-Poteries à l'occasion de ce Symposium constituent ainsi le premier ensemble de la collection de verre contemporain qui n'a cessé de grandir depuis. La départementalisation du musée apporte depuis 1994 les moyens nécessaires pour enrichir cette collection par une politique d'acquisition et permettre au musée de devenir un lieu d'échanges, de rencontres et de découverte du verre artistique contemporain pour tout un chacun.
En 2016, le musée déménage du 1 au 76 de la rue du Général de Gaulle.
Le MusVerre a été conçu  par  le cabinet d'architecture toulousain  W-Architectures. L’ensemble  des  façades du musée et sa toiture sont  revêtus  de  pierres  bleues  du  Hainaut (Pierre bleue). Uniquement extraite en Belgique, la pierre du Hainaut résiste aux intempéries, aux salissures et à la pollution. Les  arêtes ciselées  de la pierre rappellent la structure cristalline de la silice, matière originelle du verre.

## Collections
Le musée-atelier départemental du verre possède la plus importante collection publique en France, d'œuvres contemporaines en verre. Elle rassemble une centaine d'artistes internationaux représentés par plus de 550 sculptures. Y sont exposées la plupart des grandes figures de la sphère contemporaine en verre artistique comme Stanislav Libensky (Tchécoslovaquie), Gizela Sabokova (Tchécoslovaquie), Antoine et Étienne Leperlier (France), Mária Lugossy (1950 - 2012) (Hongrie), Howard Ben Tre (États-Unis), Toots Zynsky (États-Unis), Keiko Mukaide (Royaume-Uni) ou encore Silvia Levenson (Italie).

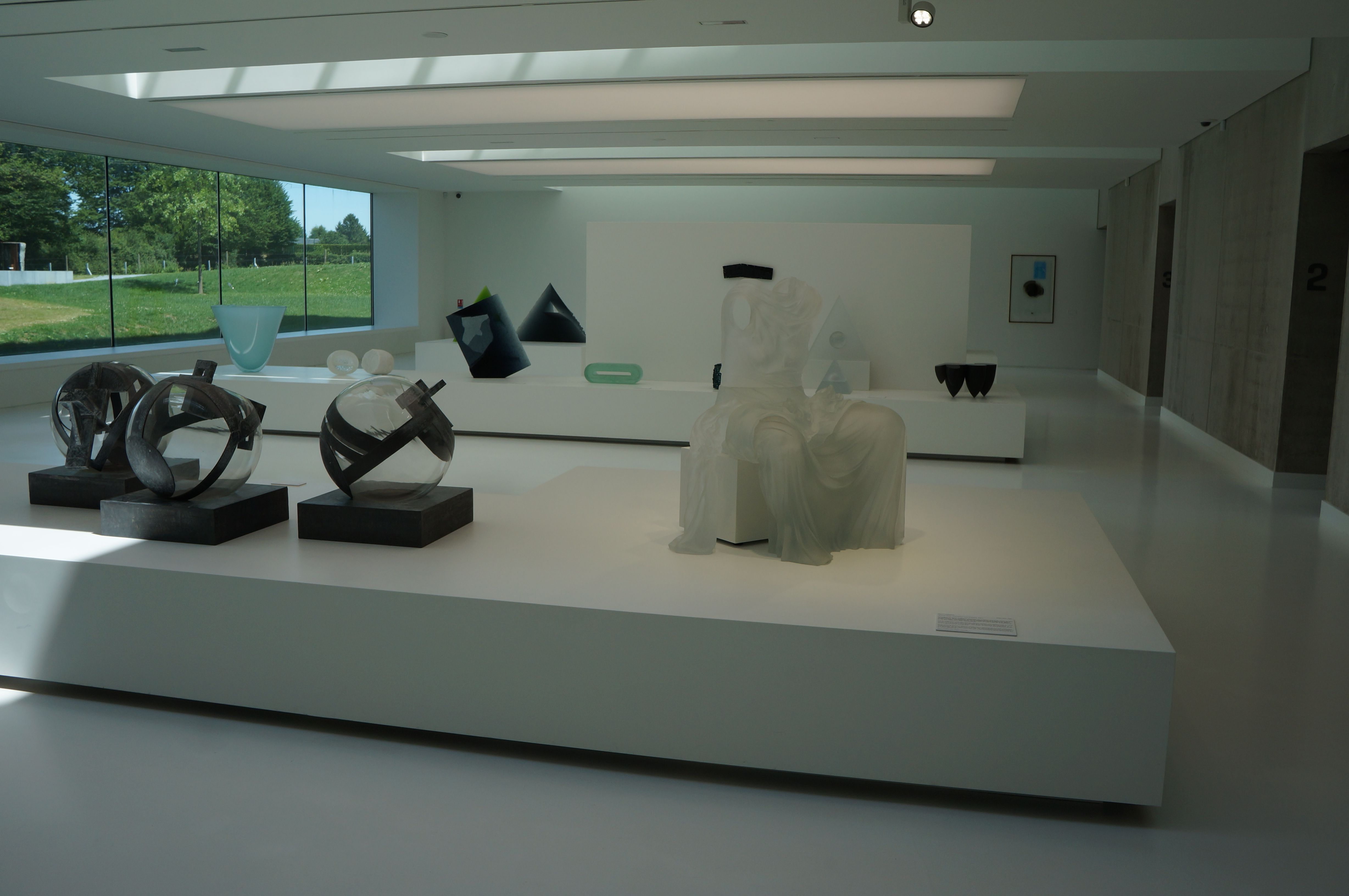
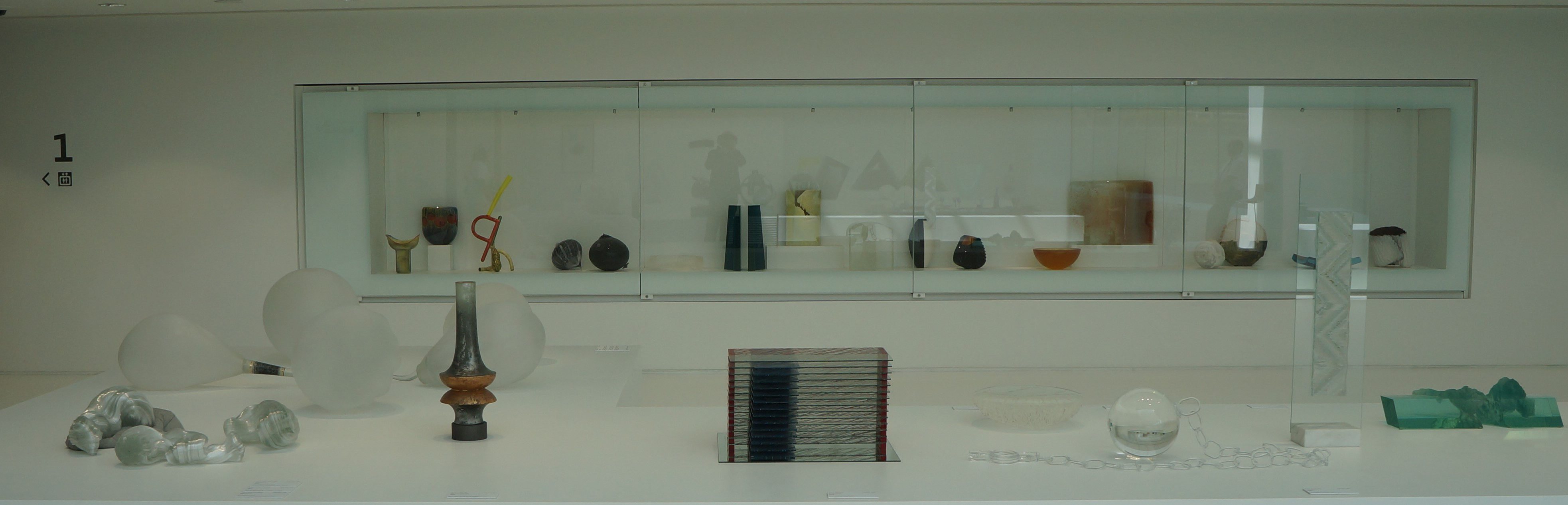
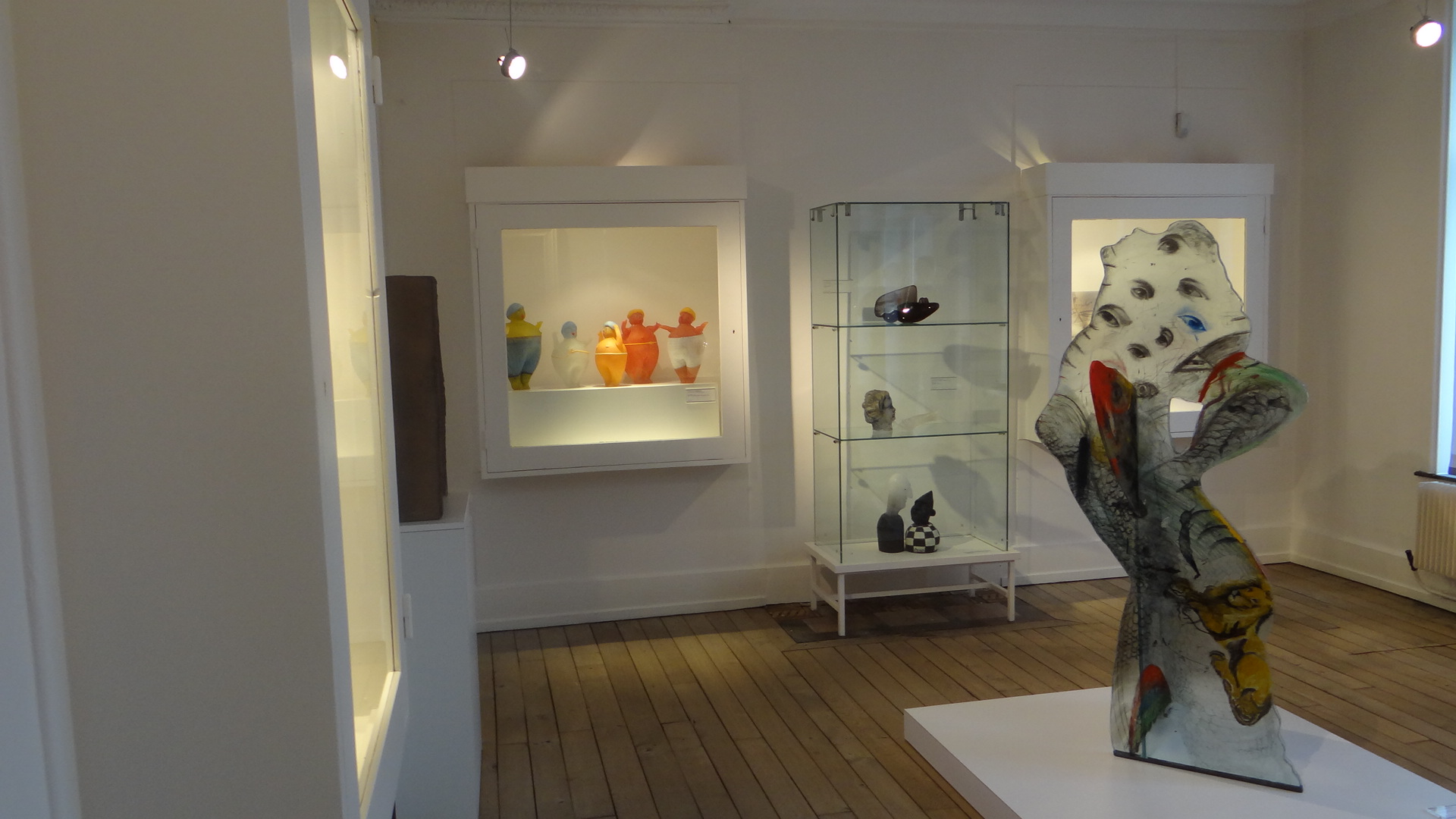
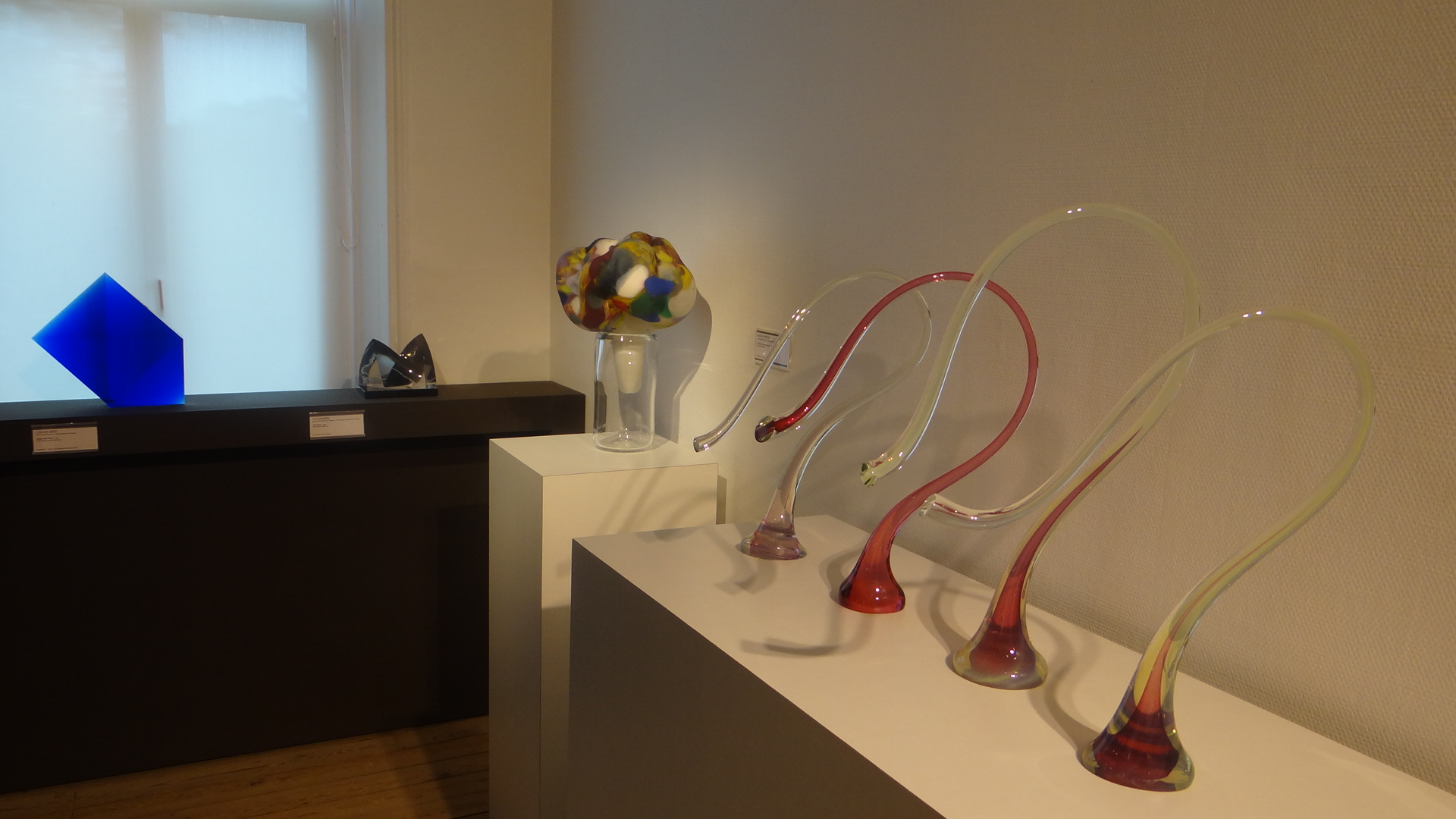
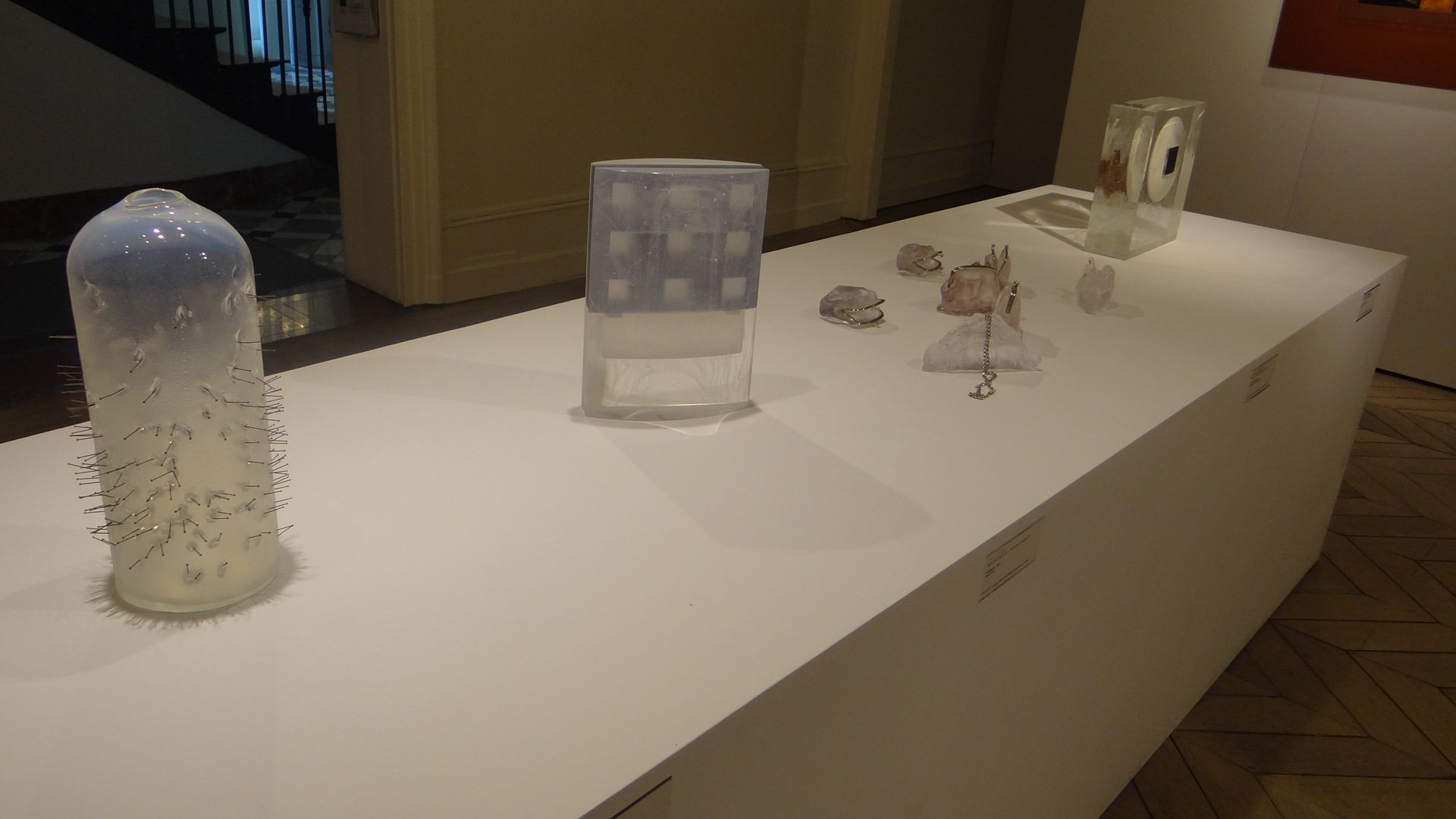
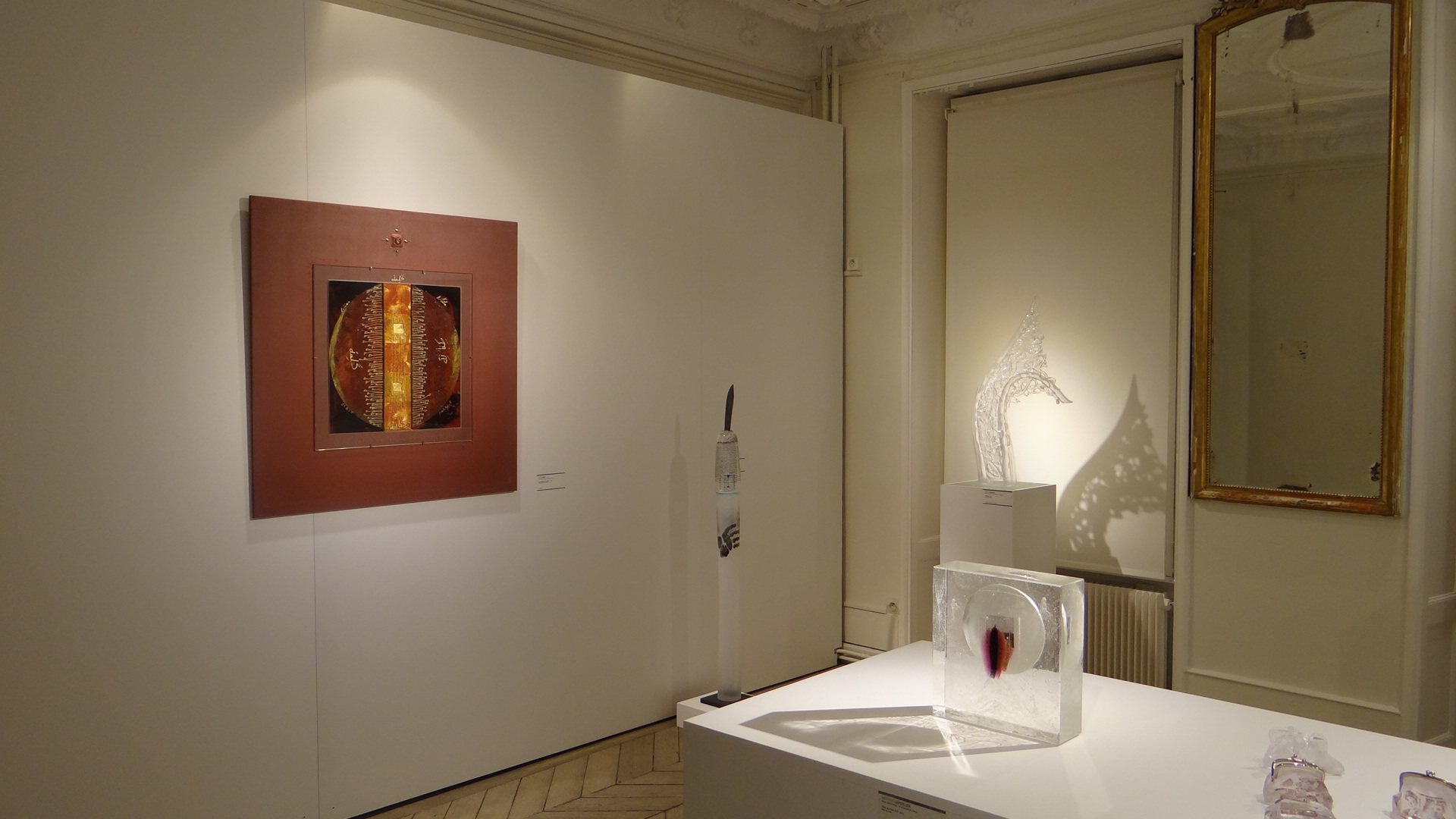